# Grace (Idaho)
Grace is een plaats (city) in de Amerikaanse staat Idaho, en valt bestuurlijk gezien onder Caribou County.

## Demografie
Bij de volkstelling in 2000 werd het aantal inwoners vastgesteld op 990.
In 2006 is het aantal inwoners door het United States Census Bureau geschat op 959, een daling van 31 (-3,1%).

## Geografie
Volgens het United States Census Bureau beslaat de plaats een oppervlakte van
2,6 km², geheel bestaande uit land. Grace ligt op ongeveer 1649 m boven zeeniveau.

## Plaatsen in de nabije omgeving
De onderstaande figuur toont nabijgelegen plaatsen in een straal van 36 km rond Grace.